# アスレイ・ゴンサレス
アスレイ・ゴンサレス・モンテーロ（Asley Gonzalez Montero 1989年9月5日- ）は、ルーマニアの柔道選手。キューバのビジャ・クララ州・カイバリエン出身。階級は90kg級。身長179cm。得意技は背負投。

## 人物
2011年のグランドスラム・リオデジャネイロでは、無名の選手ながら決勝まで進み日本の小野卓志に指導2で敗れるも2位となった。続く世界選手権では、準々決勝で西山大希に指導2で敗れたが3位となった。グランドスラム・東京では決勝で西山将士に判定で敗れた。
2012年はグランドスラム・パリで3位になると、ワールドカップ・プラハ決勝では西山の内股で技ありを取られて2位にとどまった。
2012年7月のロンドンオリンピックでは決勝まで勝ち進むも、韓国の宋大南と対戦しゴールデンスコアに入ってから小内巻込の技ありで敗れたが銀メダルを獲得した。
2013年の8月の世界選手権では、決勝でグルジアのヴァルラーム・リパルテリアニを指導2で破り優勝を飾った。
なお、ゴンサレスがキューバの雑誌に語ったところによれば、グルジア側が決勝でリパルテリアニに負けてくれたら1万5千ドルを払うと持ちかけてきたという。さらに2万ドルまで提示額を釣り上げてきたものの、きっちり断ったと事のあらましを語った。
2016年2月のグランドスラム・パリで膝を負傷し、以降全く試合に出場できない時期が続いた。
同年のリオデジャネイロオリンピックでは、怪我の影響もあって3回戦でモンゴルの選手に敗れた。2021年9月には国籍をルーマニアに変更して、パリオリンピックを目指すことになった。10月のグランドスラム・パリでは100㎏級で2位になった。
IJF世界ランキングは700ポイント獲得で52位(23/3/6現在)。

## 主な戦績
90kg級での戦績
- 2011年 - パンナム選手権　優勝
- 2011年 - グランドスラム・リオデジャネイロ　2位
- 2011年 - 世界選手権　3位
- 2011年 - パンアメリカン競技大会　2位
- 2011年 - グランドスラム・東京　2位
- 2012年 - ベルギー国際　優勝
- 2012年 - グランドスラム・パリ　3位
- 2012年 - ワールドカップ・プラハ　2位
- 2012年 -　ロンドンオリンピック　2位
- 2013年 - パンナム選手権 優勝
- 2013年 - 世界選手権 優勝
- 2015年 -  ワールドマスターズ　3位
- 2015年 -　グランプリ・青島　2位
- 2015年 -　グランドスラム・東京　2位
- 2016年 -　グランプリ・ハバナ　優勝
- 2018年 -　パンナム選手権　2位
- 2018年 -　グランプリ・ザグレブ　2位

100kg級での戦績
- 2021年 -　グランドスラム・パリ 2位
- 2022年 -　ヨーロッパオープン・クルジュ＝ナポカ　優勝
- 2023年 -　ヨーロッパオープン・ローマ　優勝

(出典、JudoInside.com)